# Svarthamaren (Bouvetinsel)
Der Svarthamaren (norwegisch für Schwarzer Hammer, englisch Black Cliff) ist ein Kliff auf der Ostseite der Bouvetinsel im Südatlantik. Es ragt südlich des Svartstranda an der Mowinckel-Küste auf.
Wissenschaftler des Norwegischen Polarinstituts benannten es 1981 deskriptiv.